# Município de Pleasant (condado de Clark, Ohio)
O município de Pleasant (em inglês: Pleasant Township) é um município localizado no condado de Clark no estado estadounidense de Ohio. No ano de 2010 tinha uma população de 3.238 habitantes e uma densidade populacional de 29,49 pessoas por km².

## Geografia
O município de Pleasant encontra-se localizado nas coordenadas 39° 58′ 35″ N, 83° 36′ 18″ O. Segundo a Departamento do Censo dos Estados Unidos, o município tem uma superfície total de 109.81 km², da qual 109.18 km² correspondem a terra firme e (0.58%) 0.63 km² é água.

## Demografia
Segundo o censo de 2010, tinha 3.238 habitantes residindo no município de Pleasant. A densidade populacional era de 29,49 hab./km². Dos 3.238 habitantes, o município de Pleasant estava composto pelo 97.22% brancos, o 0.4% eram afroamericanos, o 0.28% eram amerindios, o 0.25% eram asiáticos, o 0.06% eram insulares do Pacífico, o 0.06% eram de outras raças e o 1.73% pertenciam a duas ou mais raças. Do total da população o 0.56% eram hispanos ou latinos de qualquer raça.